# واتسون و کوسه
واتسون و کوسه‌ماهی (به انگلیسی: Watson and the Shark) اثری است در سبک رمانتیسم از جان سینگلتون کاپلی که در سال ۱۷۷۸ میلادی با رنگ روغن خلق شده‌است.
هم‌اکنون این تابلو، تحت مالکیت نگارخانه ملی هنر آمریکا در شهر واشینگتن دی.سی.، ایالات متحده آمریکا قرار دارد.

## تاریخچه
نقاشی واتسون و کوسه‌ماهی الهام‌گرفته شده از حمله واقعی یک کوسه است که در بندر هاوانا در سال ۱۷۴۹ میلادی رخ داد. بروک واتسون که یک یتیم ۱۴ ساله اهل انگلستان بود، به عنوان خدمه در یک کشتی تجاری مشغول به کار بود. او در حالی که به تنهایی در حال شنا در بندر هاوانا بود، مورد حملات متعدد توسط یک کوسه‌ماهی قرار گرفت. در اولین حمله کوسه‌ماهی، تکه‌ای از گوشت پای راست واتسون کنده‌شد و در حمله دوم کوسه، پای راست او تا زیر زانو قطع شد. خدمه یک قایق کوچک، که در حال انتقال کاپیتان کشتی خود به ساحل بندرگاه هاوانا بودند، از نزدیک شاهد حمله کوسه به بروک واتسون بودند. آن‌ها با آن‌چه در توان داشتند، تلاش کردند تا با فراری‌دادن کوسه به نجات جان ملوان واتسون بپردازند.
بروک واتسون، با کمک ۹ سرنشین آن قایق کوچک از مرگ نجات یافت، اما پای راستش از زیر زانو قطع شد. او بعدها شهردار لندن شد. ماجرای حمله کوسه‌ماهی در بندر هاوانا به ملوان واتسون، اولین حمله کوسه‌ماهی به انسان‌هاست که به طور مکتوب در تاریخ مدرن ثبت شده‌است.

## تابلوها
جان سینگلتون کاپلی در سفری که در سال ۱۷۷۴ میلادی، به لندن داشت، با بروک واتسون آشنا و بعدها دوست شد. او در سال ۱۷۷۸ میلادی، سه نسخه از نقاشی واتسون و کوسه را در سبک رُمانتیسم خلق کرد.
نسخه اصلی و اولیه این اثر در نگارخانه ملی هنر آمریکا در شهر واشینگتن دی.سی. قرار دارد. نسخه دوم در موزه هنرهای معاصر بوستون و نسخه سوم در موسسه هنرهای دیترویت نگهداری می‌شود.